# André Melly
André Melly (né en 1802 à Genève et mort en 1851 dans le désert de Nubie), est un entomologiste suisse ayant particulièrement collectionné et étudié les coléoptères.

## Biographie
André Melly nait le 12 mai 1802 à Genève. Il développe un vif intérêt pour l'histoire naturelle et en particulier pour les insectes, notamment au contact de disciples de Louis Jurine. À 18 ans, il a déjà constitué une belle collection de coléoptères du Jura et des Alpes suisses, qu'il cède au Muséum d'histoire naturelle de Genève quand il part pour Livourne apprendre les affaires. Il marie la fille de son partenaire en affaires, et s'établit à Liverpool. Il constitue en parallèle l'une des plus belles collections de coléoptères de son époque, comprenant aussi bien de belles et grandes espèces que des spécimens de petite taille couvrant de nombreux groupes et toutes les régions du monde. Commerçant essentiellement en Égypte, il meurt le 15 janvier 1851 dans le désert de Nubie, près de Korosko. Son corps ne sera pas rapatrié. Après sa mort, 370 de ses cadres entomologiques viennent considérablement augmenter les collections de coléoptères du Muséum d'histoire naturelle de Genève.